# Ula fungicola
Ula (Ula) fungicola là một loài ruồi trong họ Pediciidae. Chúng phân bố ở vùng sinh thái Palearctic.